# Elymus stebbinsii
Elymus stebbinsii är en gräsart som beskrevs av Gould. Elymus stebbinsii ingår i släktet elmar, och familjen gräs.
Artens utbredningsområde är Kalifornien. Utöver nominatformen finns också underarten E. s. septentrionalis.